# Dalkarlskölens naturreservat
Dalkarlskölens naturreservat är ett naturreservat i Härjedalens kommun i Jämtlands län.

Området är naturskyddat sedan 2019 och är 3 720 hektar stort. Reservatet ligger sydväst om Lillhärdal och består av barrskog och myrmiljöer. 

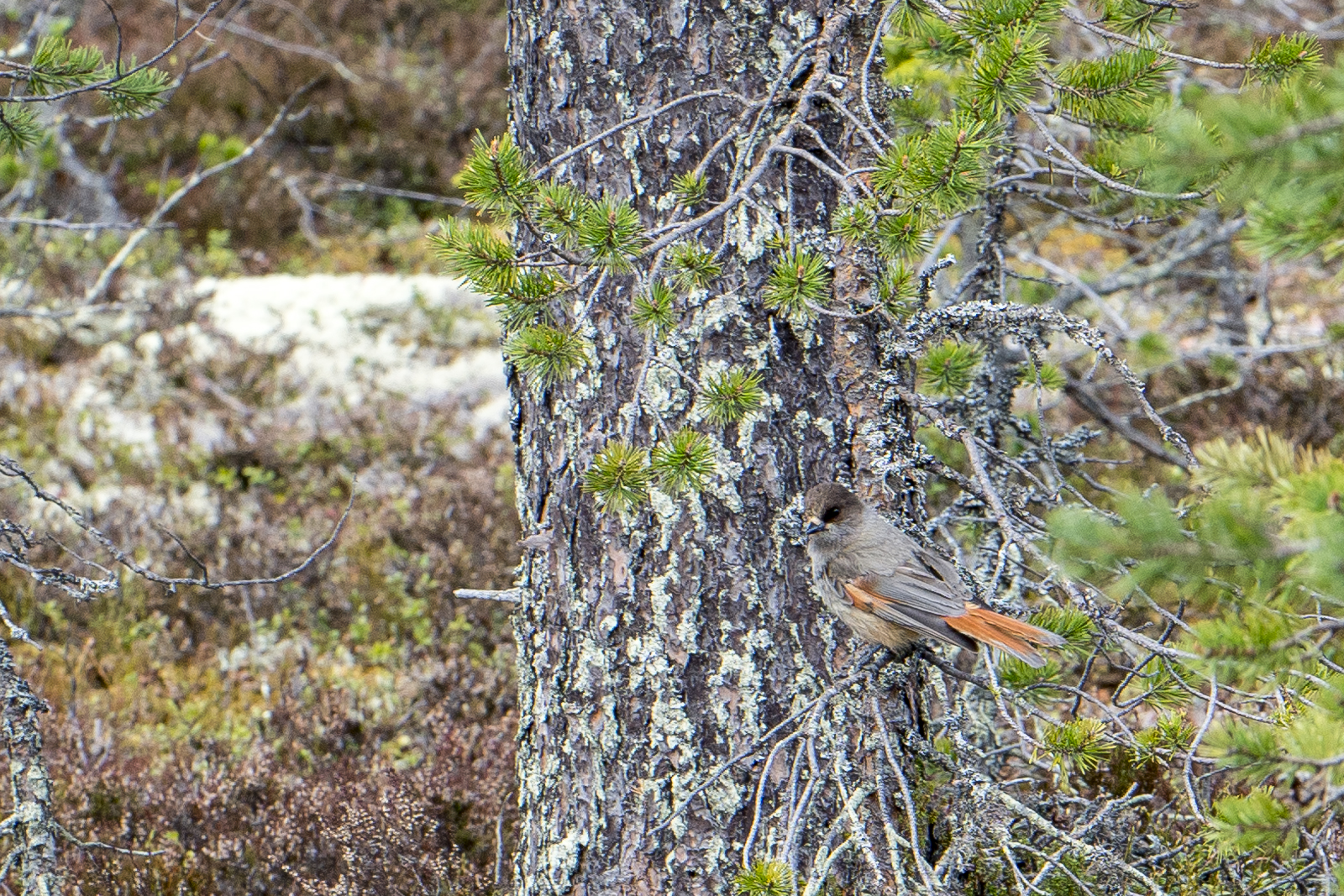
Lavskrika söker insekter på grenarnas gömslen och vrår.
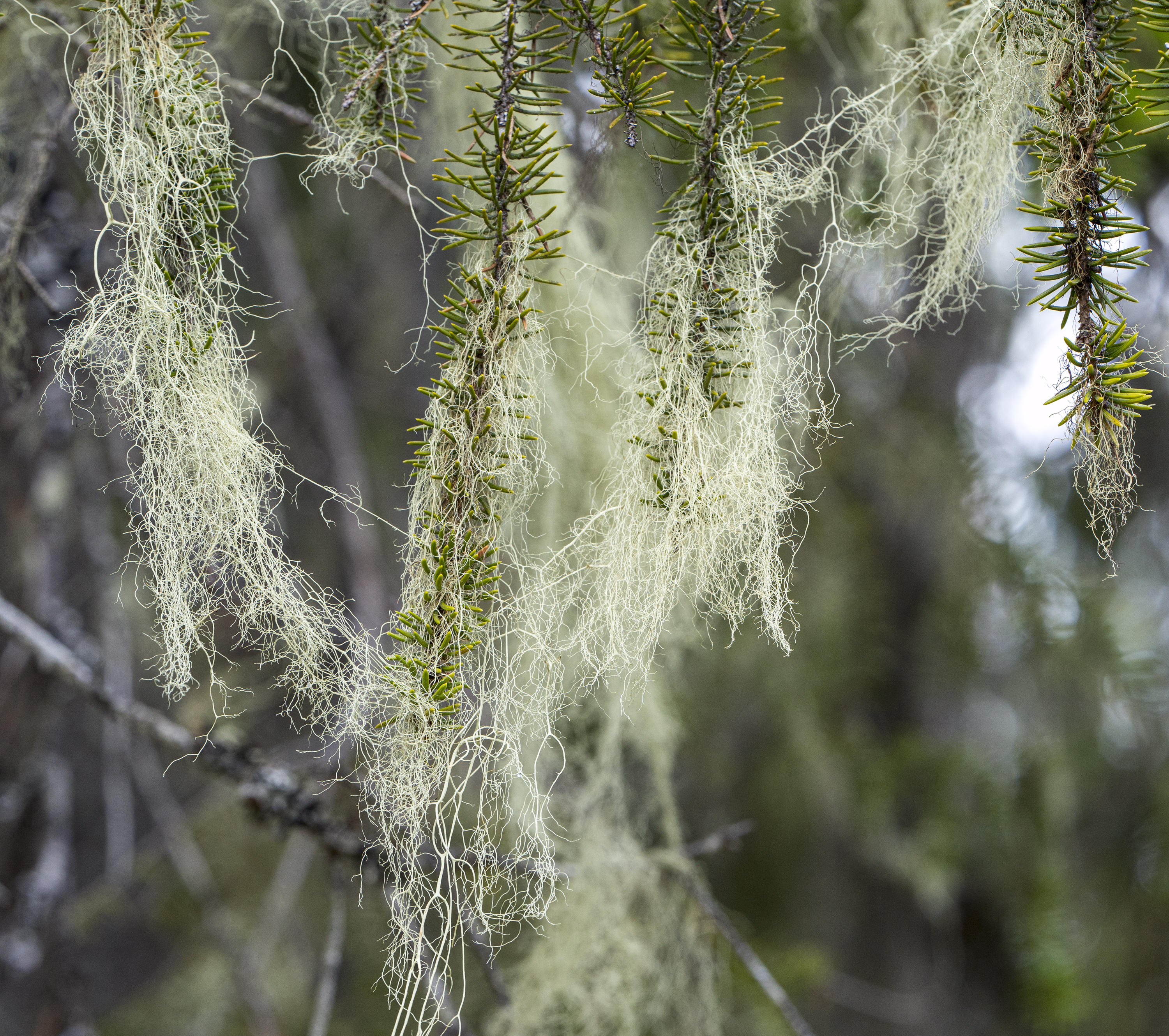
Garnlav på gran.